# Дюрюфле, Морис
Мори́с Дюрюфле́ (фр. Maurice Duruflé, 11 января 1902, Лувье — 16 июня 1986, Париж) — французский композитор и органист.

## Жизнь и творчество
Морис Дюрюфле учился в Парижской консерватории у Ноэля Галлона, его брата Жана Галлона, Поля Дюка, Луи Вьерна и Шарля Турнемира. Вместе с Турнемиром являлся одним из последних выдающихся представителей основанной Сезаром Франком и Шарлем-Мари Видором французской органной школы. С 1930 года Дюрюфле — органист парижской церкви Сент-Этьен-дю-Мон.
Неоднократный участник концертных гастролей по странам Европы и Северной Америки. С 1944 года он профессор Парижской консерватории по предмету музыкальной гармонии. Был женат на органистке Мари-Мадлен Шевалье (Дюрюфле), с которой также выступал на концертах. В мае 1975 года супруги Дюрюфле попали в крупную автомобильную аварию, после чего Морис был вынужден прекратить свою деятельность органиста. Последняя его композиторская работа, небольшая пьеса для хора Notre-Père, относится к 1977 году.
Морис Дюрюфле является в первую очередь автором духовной вокальной и органной музыки. Несмотря на то что он писал музыку практически всю свою взрослую жизнь, опубликована лишь часть его творческого наследия. Хотя в произведениях композитора ощутимо влияние позднего романтизма, импрессионизма и григорианского хорала, его творчество отличается высоким мастерством и оригинальностью. Среди его органных сочинений выделяются сюита Suite op. 5 (1932) и прелюдия Prélude et Fuge sur le nom d’Alain op. 7 (1947). Обе считаются шедеврами французской органной музыки.

## Музыкальные сочинения

### Органное соло
- Scherzo op. 2 (1926)
- Prélude, Adagio et Choral varié sur le Veni Creator op. 4 (1930)
- Suite op. 5 (1932):
  - Prélude
  - Sicilienne
  - Toccata
- Prélude et Fugue sur le nom d’Alain op. 7 (1942)
- Prélude sur l’Introït de l’Epiphanie op. 13 (1961)
- Fugue sur le carillon des heures de la Cathédrale de Soissons op. 12 (1962)
- Méditation op. posth. (1964)
- Lecture à vue (неопубликовано)
- Fugue (неопубликовано)
- Lux aeterna (неопубликовано)

### Камерная музыка
- Prélude, Récitatif et Variations op. 3 для флейты, альта и фортепиано (1928)

### Фортепиано соло
- Triptyque op. 1: Fantaisie sur des thèmes grégoriens (1927/1943, неопубликовано)
- Trois Danses op. 6 (1932):
  - Divertissement
  - Danse lente
  - Tambourin

### Фортепиано для четырёх рук
- Trois Danses op. 6 (1932, в транскрипции композитора):
  - Divertissement
  - Danse lente
  - Tambourin

### Для двух фортепиано
- Trois Danses op. 6 (1932, в транскрипции композитора):
  - Divertissement
  - Danse lente
  - Tambourin

### Музыка для оркестра
- Trois Danses op. 6 (1932):
  - Divertissement
  - Danse lente
  - Tambourin
- Andante et Scherzo op. 8 (1940)

### Музыка для хора
- Requiem op. 9 для солиста, хора, оркестра и органа (1947)
  - версия с большим оркестром (1947)
  - версия с органом (1948)
  - версия с малым оркестром (1961)
- Quatre Motets sur des Thèmes Grégoriens op. 10 для хора a capella (1960):
  - Ubi caritas et amor
  - Tota pulchra es
  - Tu es Petrus
  - Tantum ergo
- Messe Cum Jubilo op. 11 для баритона, мужского хора и оркестра (1966):
  - версия с органом (1967)
  - версия с большим оркестром (1970)
  - версия с малым оркестром (1972)
- Notre Père op. 14 для четырёхголосого смешанного хора (1977)

### Прочие композиции
- Hommage à Jean Gallon (1953)
- Sicilienne aus der Suite op. 5 для малого оркестра (флейта, гобой, кларнет, фагот, валторна и струнный квартет, неопубликовано)